# Tragelaphus strepsiceros burlacei
Sous-espèce
Tragelaphus strepsiceros burlacei est une sous-espèce du Grand Koudou (Tragelaphus strepsiceros).

## Systématique
Pour BioLib, cette sous-espèce serait synonyme de Tragelaphus strepsiceros cottoni (Dollman & Burlace (d), 1928).